# محمد بن إبراهيم بن جبير
محمد بن إبراهيم بن عثمان بن جبير المطرفي الهذلي (1348- 1422 هـ) عالم وفقيه سعودي، ووزير العدل. تولى رئاسة مجلس الشورى السعودي، وعضوية هيئة كبار العلماء السعودية.

## سيرته
ولد بن جبير في المجمعة عام 1348 هـ، وتخرج من كلية الشريعة جامعة أم القرى سنة 1952، وكان أكمل دراسته الثانوية في دار التوحيد، وتلقى تعليمه على يد عدد من المشايخ بينهم الشيخ عبد الله العنقري ومحمد الخيال وعبد العزيز بن صالح وعبد الله بن حميد وسعود بن رشود. بدأ حياته العملية ملازماً قضائياً في محكمة مكة المكرمة، ثم أصبح قاضياً في المحكمة المستعجلة ثم محققاً شرعياً في ديوان المظالم. عمل في محكمة التمييز في الرياض، ثم رأس الهيئة الدائمة في مجلس القضاء الأعلى، وبعدها عين رئيساً لديوان المظالم. وفي 1977 عين عضواً في مجلس الوزراء إضافة إلى رئاسة ديوان المظالم، ثم وزيراً للعدل بالنيابة عام 1990، وأصبح وزيراً للعدل رئيساً لمجلس القضاء الأعلى بالنيابة، بالإضافة إلى رئاسة ديوان المظالم بالنيابة إلى أن عين رئيساً لمجلس الشورى عام 1993.

## وفاته
توفي بن جبير في الرياض في 10 ذو القعدة 1422 هـ الموافق 24 يناير 2002م.